# Kaspar Borsinger
Kaspar Joseph Aloys Borsinger (getauft am 20. Mai 1801 in Baden; † 19. März 1859 ebenda; heimatberechtigt in Baden) war ein Schweizer Politiker. Von 1842 bis 1850 war er Regierungsrat des Kantons Aargau.

## Biografie
Borsinger war der Sohn eines Wirts, der im Bäderquartier den Gasthof Blume führte. Über seine Ausbildung ist nichts bekannt, jedoch wandte er sich früh der öffentlichen Verwaltung zu. Von 1823 bis 1831 war er als Amtsschreiber des Bezirks Baden tätig. 1833 wurde er zum Stadtammann gewählt und übte dieses Amt fünf Jahre lang aus. Anschliessend war er von 1837 bis 1842 Bezirksamtmann. Im Jahr 1838 behinderten die Bauern im Siggental und in Würenlingen die Vermessungsarbeiten für eine geplante Eisenbahnlinie zwischen Zürich und Basel. Borsinger leitete die Untersuchung der Vorkommnisse und kam zum Schluss, dass das rücksichtslose Vorgehen der Bahningenieure und Geometer sowie die mangelhafte Information der Regierung für die Unruhe verantwortlich seien.
1833 erfolgte Borsingers Wahl in den Grossen Rat des Kantons Aargau. Zu seinen Hauptanliegen gehörte der Eisenbahnbau. Als Vorsitzender der städtischen Bahnkommission konnte er 1841 erreichen, dass die spätere Schweizerische Nordbahn nicht über Ennetbaden, sondern linksufrig an der Badener Altstadt vorbeigeführt wurde. 1842 wählte ihn der Grosse Rat in die Kantonsregierung. In diesem stand Borsinger nacheinander dem katholischen Kirchendepartement, dem Erziehungsdepartement und dem Sanitätsdepartement vor. Er förderte die Einrichtung eines Lehrerseminars in den Gebäuden des 1841 aufgehobenen Klosters Wettingen.
1850 erklärte Borsinger seinen Rücktritt aus der Regierung und gab dafür familiäre Gründe an. Daraufhin übernahm er wieder die freiwerdende Stelle des Bezirksamtmanns und blieb bis zu seinem Tod im Amt. Im Grossen Rat war er bis 1852 vertreten.